# アントワーヌ＝ドニ・ショーデ
アントワーヌ・ドニ・ショーデ（Antoine Denis Chaudet、1763年3月3日 - 1810年4月19日）はフランスの新古典派の彫刻家である。

## 略歴
パリで生まれた。彫刻家のジャン・バプティスト・ストーフ(Jean-Baptiste Stouf: 1742-1826)やエティエンヌ・ゴワ(Étienne Gois le père: 1731-1823)の弟子になり、1784年に彫刻のローマ賞を受賞し、在ローマ・フランス・アカデミーに、留学した。
1789年にパリに戻り、王立絵画彫刻アカデミーの会員に選ばれるが、アカデミーはフランス革命で1793年に廃止された。1793年にジャンヌ＝エリザベート・ガビュウ(Jeanne-Élisabeth Chaudet:旧姓Gabiou: 1767-1832）と結婚した。ジャンヌ＝エリザベートはショーデから美術を学び、肖像画家になった。
1803年に新たに創立されたフランス学士院の教授に選ばれた。1804年にナポレオン・ボナパルトの大理石像を制作し、この像をもとに、1810年にピエール＝ノラスク・ベルジェレや多くの彫刻家のチームによって製作されたヴァンドーム広場のオーステルリッツの戦勝記念柱のナポレオン像が作られた。その年ショーデはパリで没している。
ヴァンドーム広場のナポレオン像はナポレオンの失脚後、記念柱から降ろされ廃棄されるが、ナポレオン3世の命令で、1863年にオーギュスト・デュモンによって復元された。

## 作品

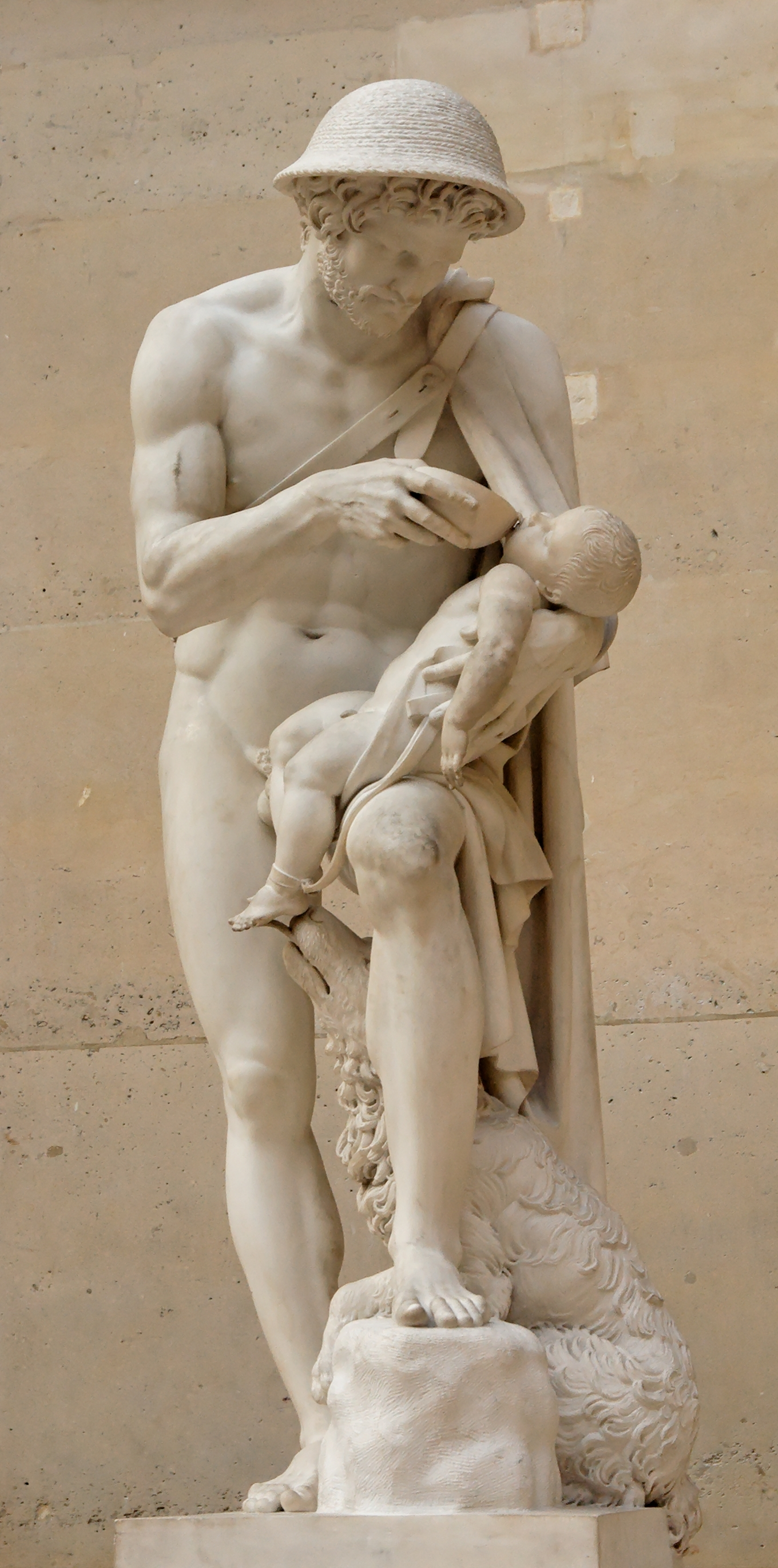
羊飼いに救われるオイディプース(1801) ルーブル美術館蔵
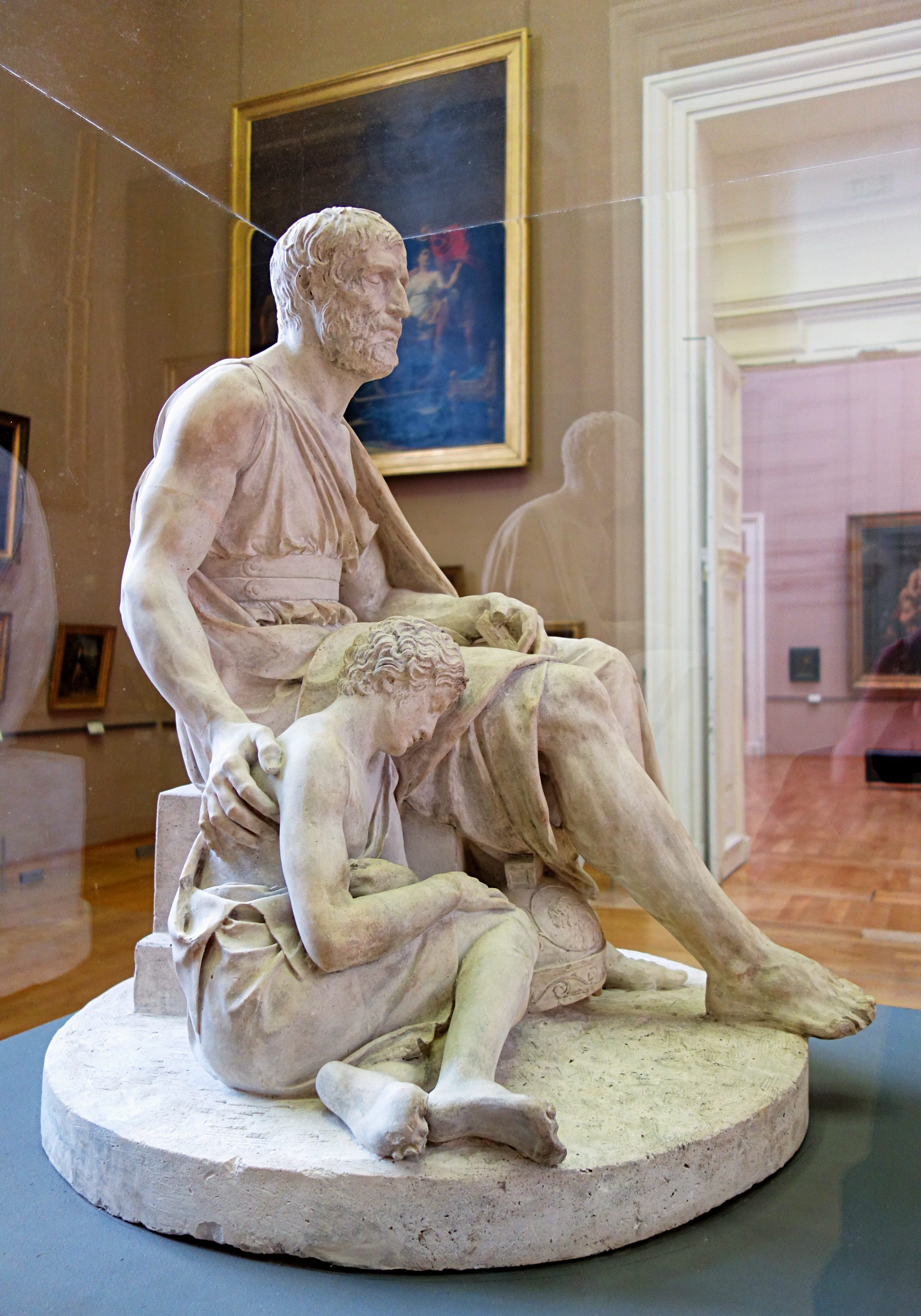
盲目のベリサリウスの休息 (1791) リール宮殿美術館蔵
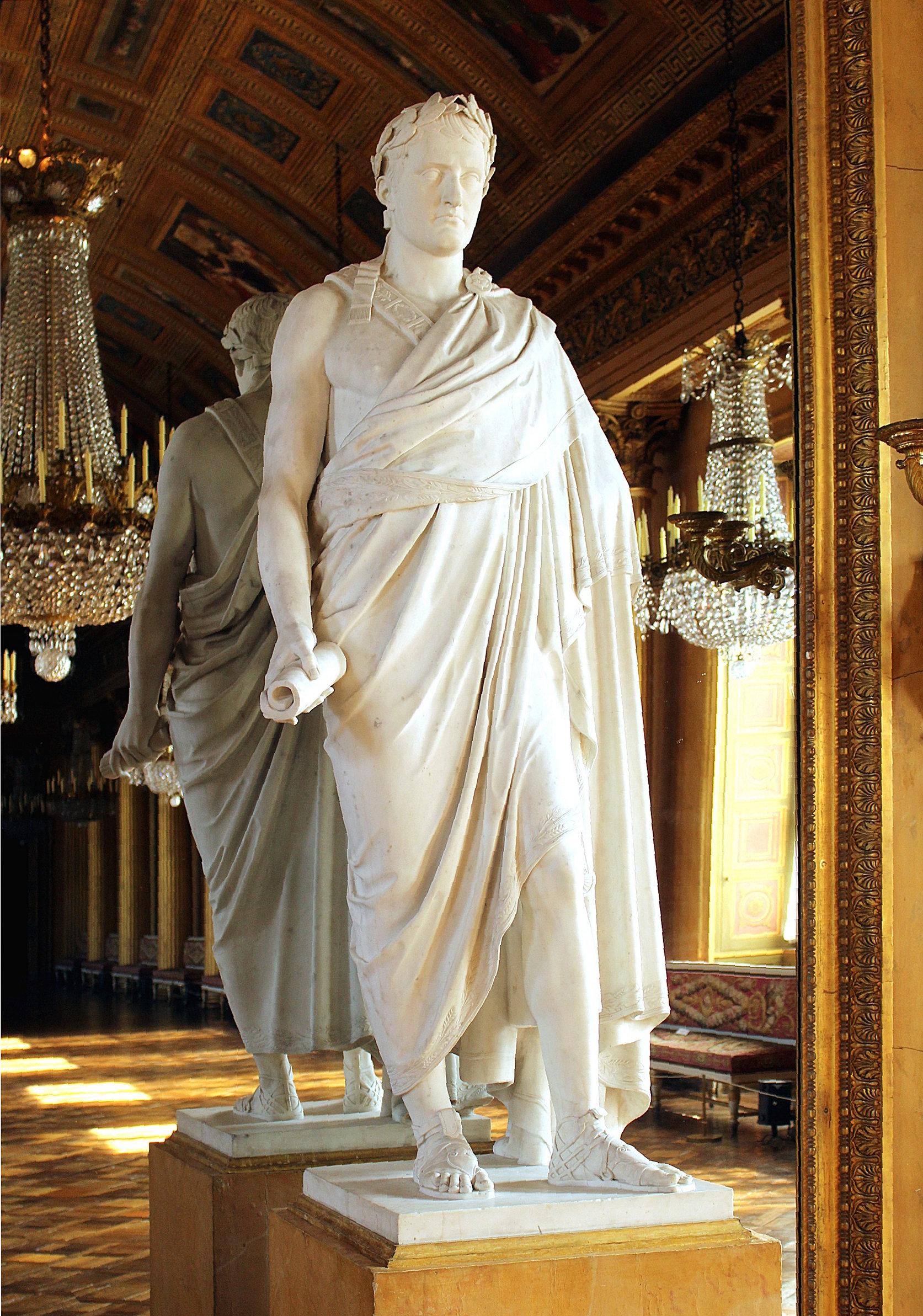
ナポレオン像(1804) コンピエーニュ城
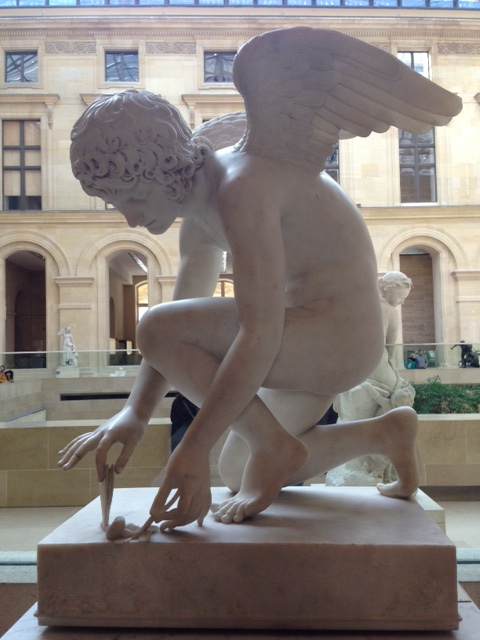
蝶を取るクピードー ルーブル美術館蔵